# Петрониевич, Мария
Мария Петрониевич (серб. Марија Петронијевић; род. 23 февраля 1987, Пожега) — сербская актриса и телеведущая.

## Биография
Мария Петрониевич родилась в Пожеге, Сербия, где закончила основную и среднюю школу. Начала карьеру актрисы в 2007 году, исполнив роль Ясны в фильме Эмира Кустурицы «Завет».

## Фильмография
| год       | фильм                                           | роль            |
| --------- | ----------------------------------------------- | --------------- |
| 2007      | Завет                                           | Ясна            |
| 2008—2011 | Село горит, а бабка причёсывается               | врач Ивана      |
| 2010      | Белый ангел                                     | Ангел           |
| 2011      | Новый год в Петловаце                           | врач Ивана      |
| 2013      | Товарищ Чёрный в Народно-освободительной борьбе | Эльза Рабинович |